# Eupyra sageoides
Eupyra sageoides là một loài bướm đêm thuộc phân họ Arctiinae, họ Erebidae.